# قرار مجلس الأمن التابع للأمم المتحدة رقم 1653
قرار مجلس الأمن التابع للأمم المتحدة رقم 1653، المتخذ بالإجماع في 27 يناير 2006، بعد التذكير بالقرارات السابقة المتعلقة بالأوضاع في منطقة البحيرات الكبرى الأفريقية وجمهورية الكونغو الديمقراطية وبوروندي، ولا سيما القرارات 1625 (2005) و1631 (2005) و1649 (2005) و1650 (2005)، تناول المجلس الاستقرار في منطقة البحيرات الكبرى في أفريقيا.
وشارك وزراء خارجية أكثر من 10 دول في مناقشات مجلس الأمن قبل التصويت.

## القرار

### أعمال
وحث مجلس الأمن دول المنطقة على مواصلة تعزيز العلاقات الطيبة والتعايش السلمي وحل النزاعات. كما تم حث البلدان على احترام حقوق الإنسان، بما في ذلك حقوق النساء والأطفال، وتعزيز الحكم الرشيد وسيادة القانون والممارسات الديمقراطية. وعلاوة على ذلك، طلب المجلس من الدول المعنية تقديم المسؤولين عن انتهاكات حقوق الإنسان إلى العدالة.
وأدان نص القرار أنشطة الجماعات المسلحة والمليشيات في المنطقة، بما في ذلك القوات الديمقراطية لتحرير رواندا، وباليبهوتو، وجيش الرب للمقاومة. وقال المجلس إن هناك حاجة إلى نزع سلاح المقاتلين السابقين وتسريحهم وإعادة إدماجهم. وشدد على ضرورة حماية المدنيين والعاملين في المجال الإنساني من الهجمات ووضع حد لهجمات الجماعات المسلحة؛ وطُلب من الأمين العام تقديم توصيات بشأن أفضل السبل لدعم الجهود المبذولة في هذا الصدد.
واختتم القرار بمطالبة الدول بعدم السماح للجماعات المسلحة باستخدام أراضيها لشن هجمات على الآخرين، والتصدي لتحركات الأسلحة والجماعات المسلحة عبر الحدود والتعاون في إعادة الجماعات الأجنبية إلى أوطانها.

## روابط خارجية
- نص القرار في undocs.org